# Gałęzie osierdziowe aorty
Gałęzie osierdziowe (łac. rami pericardiaci) – w anatomii człowieka nieliczna grupa drobnych tętnic należących do gałęzi trzewnych aorty. Odchodzą z  piersiowego odcinka aorty zstępującej  i zaopatrują w krew tylną ścianę osierdzia.